# Santi patroni cattolici per area geografica
Lista di santi patroni cattolici delle nazioni e aree geografiche:

## Europa
I Santi patroni d'Europa sono:

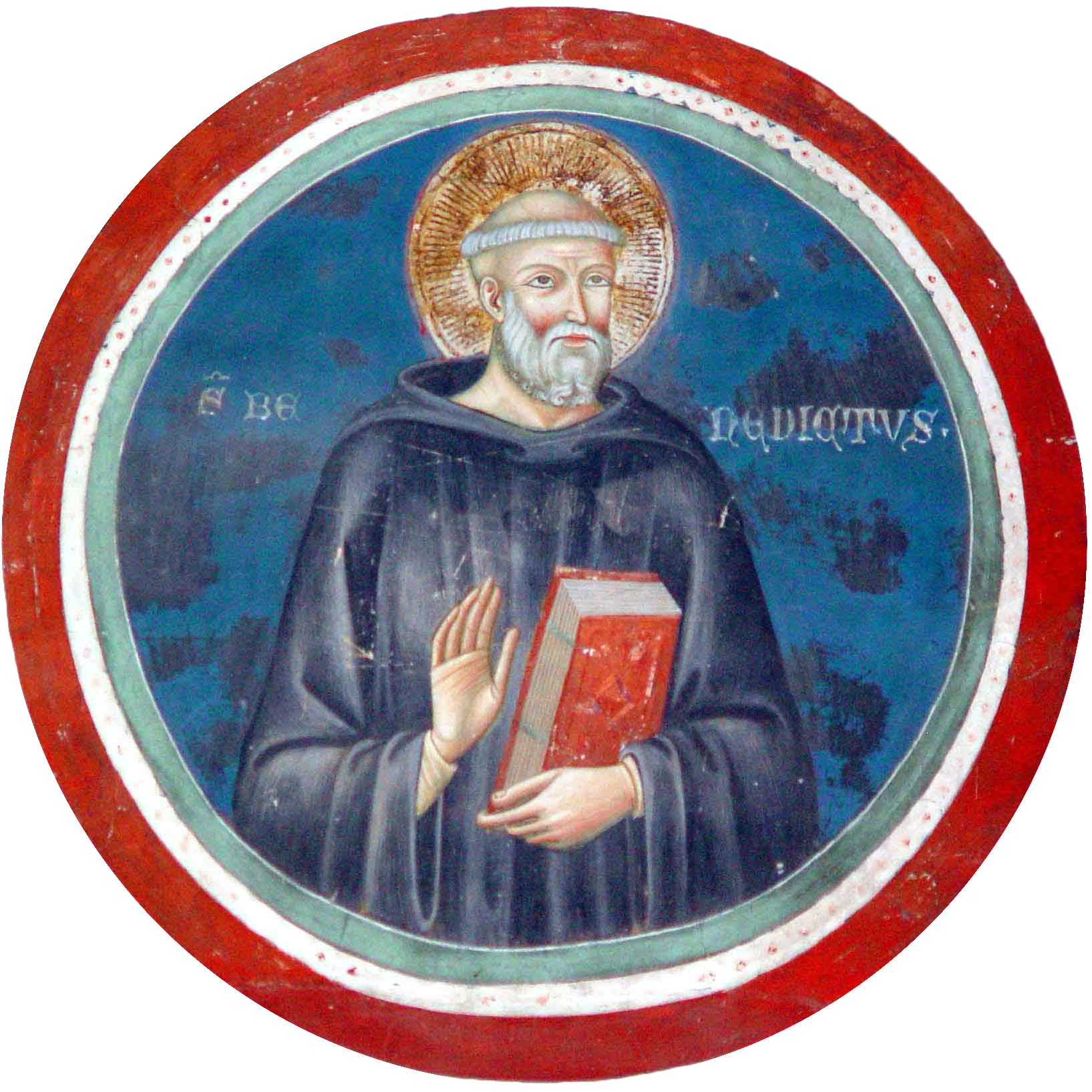
San Benedetto da Norcia
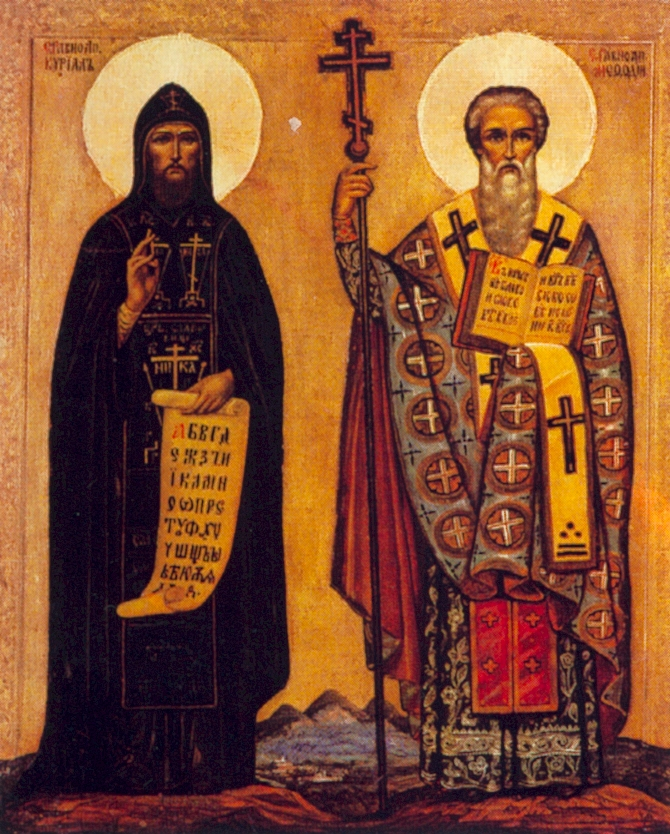
Santi Cirillo e Metodio
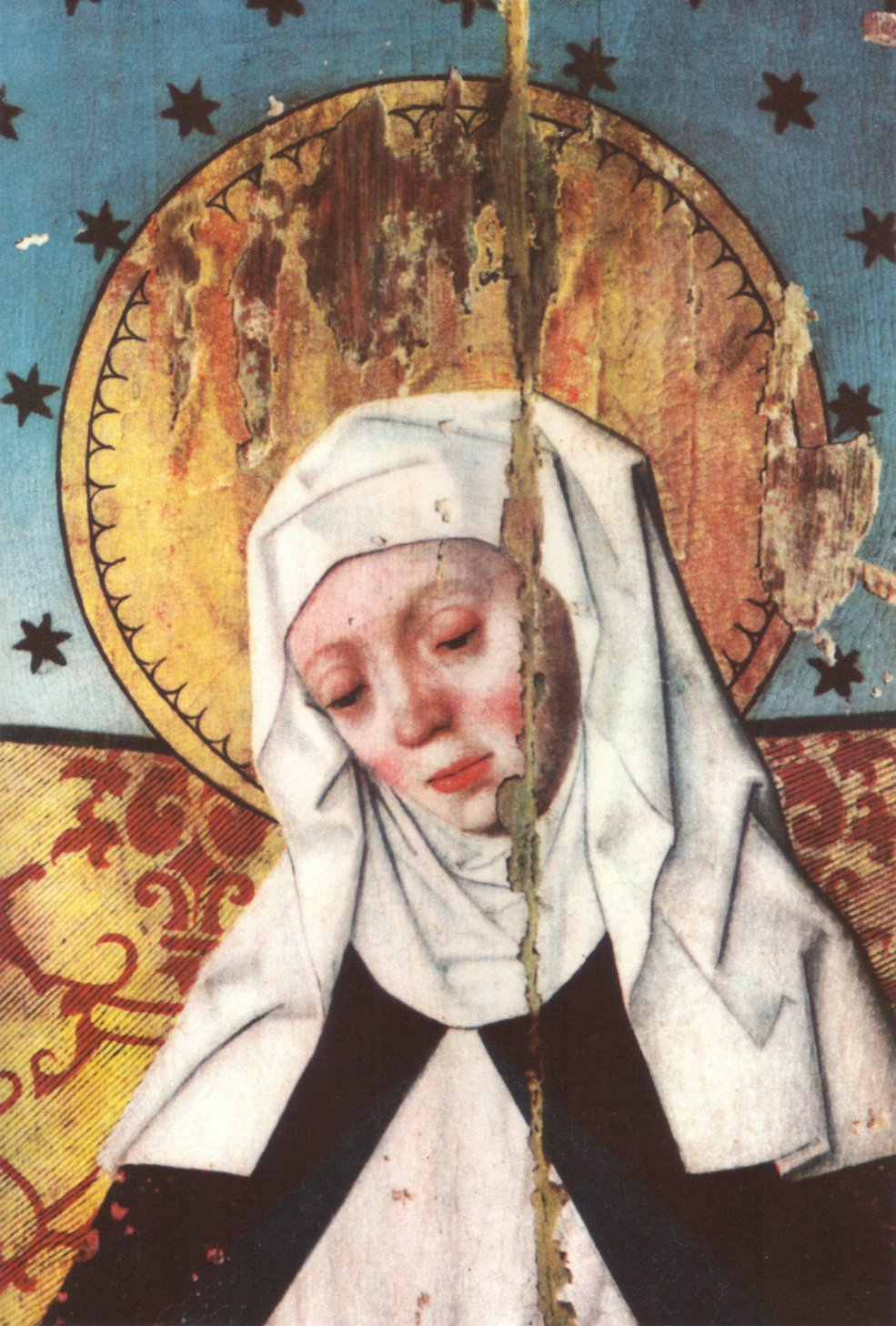
Santa Brigida di Svezia
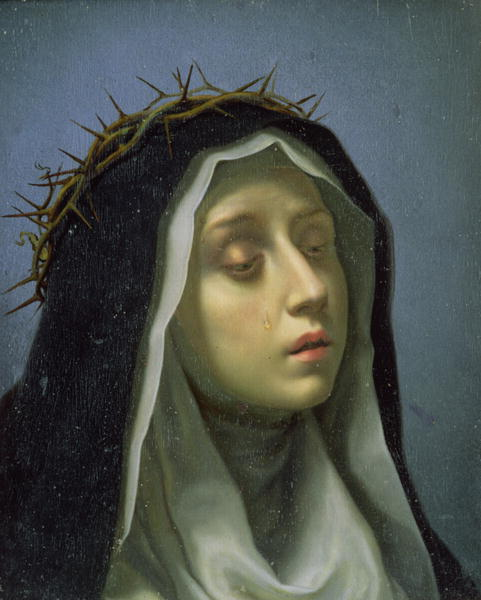
Santa Caterina da Siena
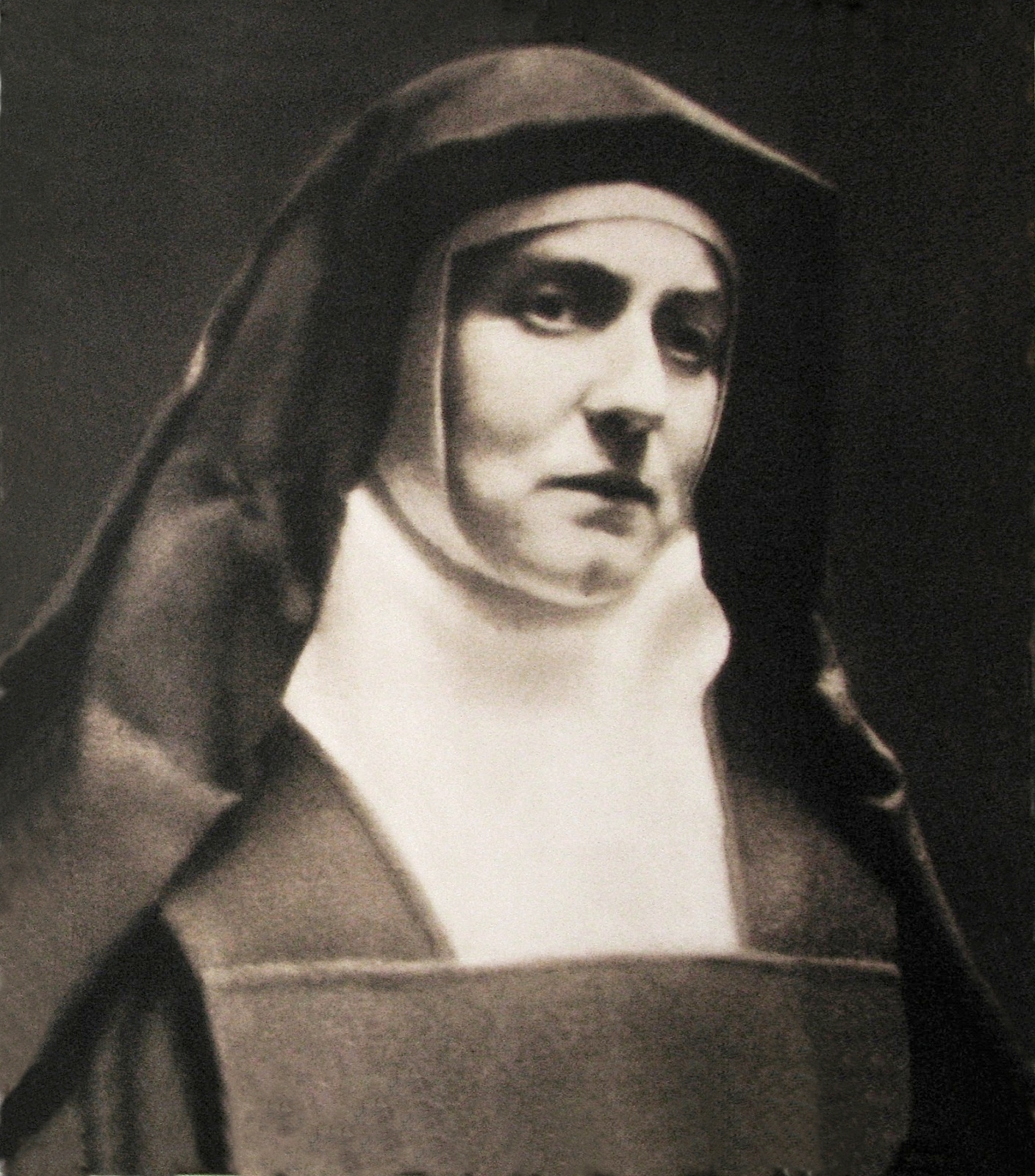
Santa Teresa Benedetta della Croce (Edith Stein)

## Paesi extraeuropei

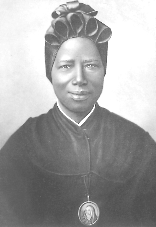
Santa Giuseppina Bakhita, patrona dell'Africa
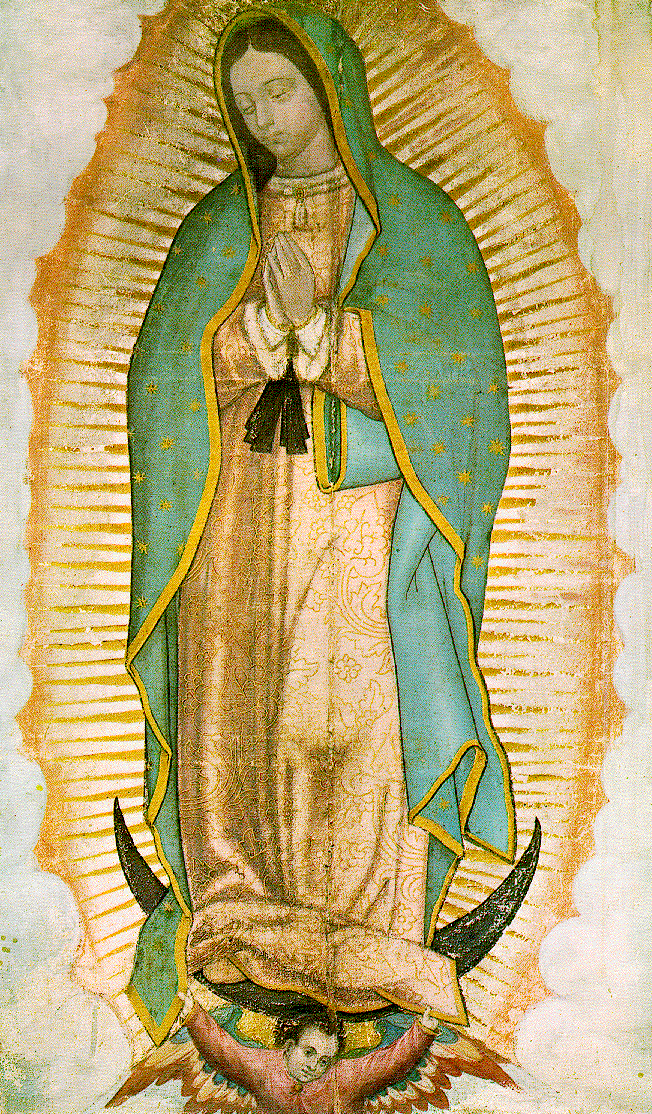
La Madonna di Guadalupe, patrona delle Americhe
Santa Rosa da Lima, patrona delle Filippine, dell'India e del Perù
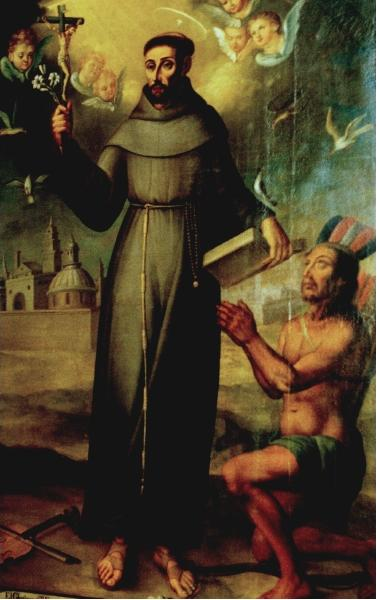
San Francesco Solano, patrono di Argentina, Cile, Bolivia, Paraguay e Perù

| Continente | Nazione               | Santo/i Patrono/i                                                                                       |
| Africa     |                       | Santa Giuseppina Bakhita                                                                                |
|            | Algeria               | San Cipriano di Cartagine                                                                               |
|            | Egitto                | San Marco evangelista                                                                                   |
|            | Etiopia               | San Frumenzio e San Giorgio                                                                             |
|            | Kenya                 | Maria Regina dell'Amore                                                                                 |
|            | Madagascar            | San Vincenzo de' Paoli                                                                                  |
|            | Nigeria               | San Patrizio                                                                                            |
|            | Sudan                 | Santa Giuseppina Bakhita                                                                                |
| Asia       |                       | |
|            | Cina                  | Nostra Signora Ausiliatrice e San Francesco Saverio                                                     |
|            | Filippine             | Santa Rosa da Lima                                                                                      |
|            | Giappone              | Santi Paolo Miki e compagni e San Francesco Saverio                                                     |
|            | India                 | Santa Rosa da Lima, San Tommaso apostolo, San Francesco Saverio                                         |
|            | Iran                  | San Maruta                                                                                              |
|            | Libano                | Nostra Signora del Libano                                                                               |
|            | Pakistan              | San Tommaso apostolo                                                                                    |
|            | Siria                 | Santa Barbara e San Sergio                                                                              |
|            | Sri Lanka             | San Lorenzo e San Tommaso apostolo                                                                      |
|            | Vietnam               | San Giuseppe                                                                                            |
| America    |                       | Nostra Signora di Guadalupe                                                                             |
|            | Argentina             | San Francesco Solano                                                                                    |
|            | Bolivia               | San Francesco Solano                                                                                    |
|            | Brasile               | Sant'Antonio di Padova, Nostra Signora di Aparecida, San José de Anchieta, San Pietro d'Alcantara       |
|            | Canada                | San Giorgio, Santi martiri canadesi                                                                     |
|            | Cile                  | San Giacomo il Maggiore, San Francesco Solano, Nostra Signora del Carmelo                               |
|            | Colombia              | San Luigi Beltrán, San Pietro Claver                                                                    |
|            | Cuba                  | Nostra Signora della Carità del Cobre                                                                   |
|            | Repubblica Dominicana | Nostra Signora di Altagrazia, San Domenico                                                              |
|            | Guatemala             | San Giacomo Maggiore, San Pedro de San José de Bethencourt                                              |
|            | Haiti                 | Nostra Signora del Perpetuo Soccorso                                                                    |
|            | Messico               | Nostra Signora di Guadalupe, San Giuseppe, Beato Elia del Soccorso                                      |
|            | Nicaragua             | San Giacomo Maggiore                                                                                    |
|            | Paraguay              | San Francesco Solano                                                                                    |
|            | Perù                  | Santa Rosa da Lima, San Martino di Porres, San Turibio de Mogrovejo, San Francesco Solano, San Giuseppe |
|            | Porto Rico            | Nostra Signora della Divina Provvidenza                                                                 |
|            | Stati Uniti           | Maria Santissima Immacolata                                                                             |
|            | Uruguay               | San Giacomo Minore, San Filippo apostolo, Madonna dei Trentatré                                         |
|            | Venezuela             | Nostra Signora di Coromoto                                                                              |
| Oceania    |                       | San Pietro Chanel                                                                                       |
|            | Australia             | Nostra Signora del Soccorso                                                                             |
|            | Nuova Zelanda         | San Francesco Saverio                                                                                   |
|            | Papua Nuova Guinea    | San Michele Arcangelo                                                                                   |